# Zoo de Nuremberg

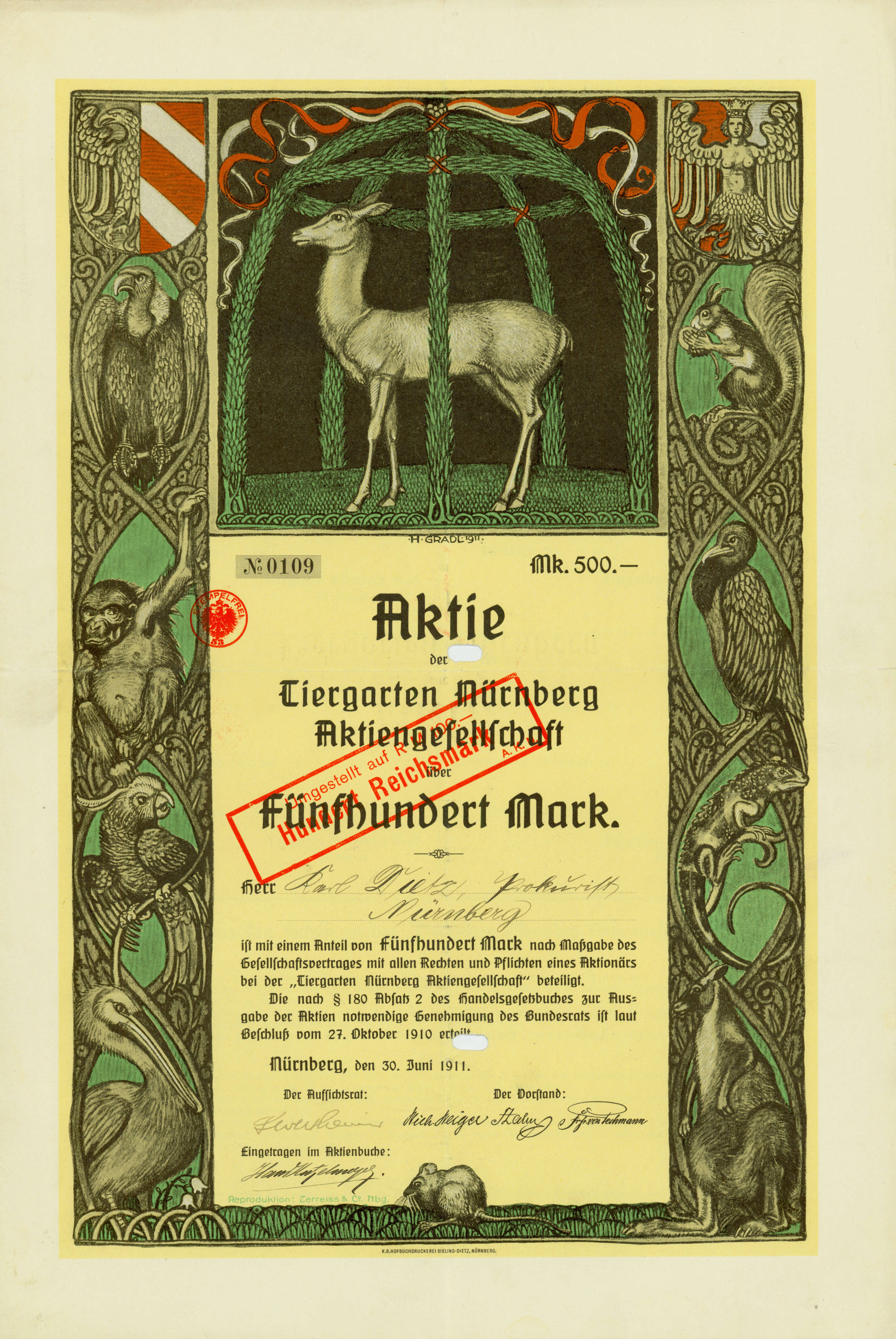
Part du fondateur du zoo de Nuremberg en date du 30 juin 1911

Le zoo de Nuremberg est un parc zoologique allemand situé en Bavière, à l'est de la ville de Nuremberg. Il a ouvert ses portes en 1912. Avec ses 67 hectares, il est l'un des plus vastes d'Allemagne. Il comprend l'un des deux delphinariums du pays, et y présente sept grands dauphins.